# Anopliomorpha gracilis
Anopliomorpha gracilis är en skalbaggsart som beskrevs av Chemsak och Noguera 1993. Anopliomorpha gracilis ingår i släktet Anopliomorpha och familjen långhorningar.
Artens utbredningsområde är Honduras. Inga underarter finns listade i Catalogue of Life.